# 王步唐
王步唐（1937年9月—），男，山西灵石人，中华人民共和国政治人物，中华人民共和国首任咸阳市（省辖市）市长。山西大学政治系毕业。

## 生平
王步唐1966年8月加入中国共产党。早年曾长期在陕西乾县工作，曾任该县县委书记。1983年9月，国务院批准撤销咸阳地区建制，设立省辖市；9月29日，中共陕西省委通知，撤销中共咸阳地委，成立中共咸阳市委；并任命王步唐为首任咸阳市市长。由于行政机构尚未能依法定程序产生，省委所任命的市长、副市长均以咸阳地区代理行署专员、副专员职务工作。
1984年5月25日至28日，第一届咸阳市人民代表大会召开，王步唐正式当选咸阳市人民政府市长。 1985年4月，出任中共咸阳市委副书记、兼市长；5月，出访日本，向京都府宇治市提出结为友好城市的意愿；9月，辞去市长职务。
离开咸阳后，王步唐曾于1990年至1997年出任陕西省外事办公室、省侨务办公室党组书记、副主任。